# Anyway, Anyhow, Anywhere
Singles de The Who
I Can't Explain
(janvier 1965) My Generation
(octobre 1965)
Anyway, Anyhow, Anywhere est une chanson des Who sortie en single en 1965.

## Histoire
Anyway, Anyhow, Anywhere est la seule chanson des Who à être créditée au chanteur Roger Daltrey et au guitariste Pete Townshend : c'était à l'origine une composition de Townshend, inspirée par Charlie Parker, dont Daltrey a modifié les paroles par la suite. Elle est enregistrée durant une session aux studios IBC de Londres du 12 au 14 avril 1965, puis mixée en mono par le producteur Shel Talmy le 29 avril.
Le single sort le 21 mai 1965 au Royaume-Uni, avec Daddy Rolling Stone en face B, et atteint la 10e place du hit-parade, s'étant vendu à environ 88 000 exemplaires. Aux États-Unis, il paraît le 5 juin avec Anytime You Want Me en face B, mais ne rentre pas dans le Billboard Hot 100.

## Reprises
- David Bowie a repris deux chansons des Who sur son album Pin Ups (1973), dont Anyway, Anyhow, Anywhere.